# Драгун (Аризона)
Драгун (енгл. Dragoon) насељено је место без административног статуса у америчкој савезној држави Аризона.

## Демографија
По попису из 2010. године број становника је 209.
| Група             | 2000.    | 2010.       |
| Белци             | 0 (0,0%) | 187 (89,5%) |
| Афроамериканци    | 0 (0,0%) | 0 (0,0%)    |
| Азијати           | 0 (0,0%) | 0 (0,0%)    |
| Хиспаноамериканци | 0 (0,0%) | 16 (7,7%)   |
| Укупно            | 0        | 209         |